# Las Mercedes (Caracas)
Pour les articles homonymes, voir Mercedes.
Las Mercedes est un quartier de Caracas situé dans la municipalité de Baruta au sud-est de la capitale vénézuélienne. Il abrite l'un des plus grands quartiers commerciaux d'Amérique du Sud et de nombreux établissements de loisirs et de divertissement, notamment autour de la place Alfredo-Sadel.

## Description
Las Mercedes est un quartier des classes moyennes et privilégiées, de grande importance commerciale. Il abrite une forte concentration de discothèques, pubs, boutiques, galeries d'art et restaurants de diverses spécialités gastronomiques de la cuisine locale comme les areperas et de la gastronomie internationale.

## Intérêt
Ce quartier abrite les ambassades de la France, l'Union européenne, la Russie, la Chine, La Bulgarie, l'Autriche, le Mexique, l'Irak, parmi autres, ainsi que l'Alliance française de Caracas au centre commercial Paseo Las Mercedes.

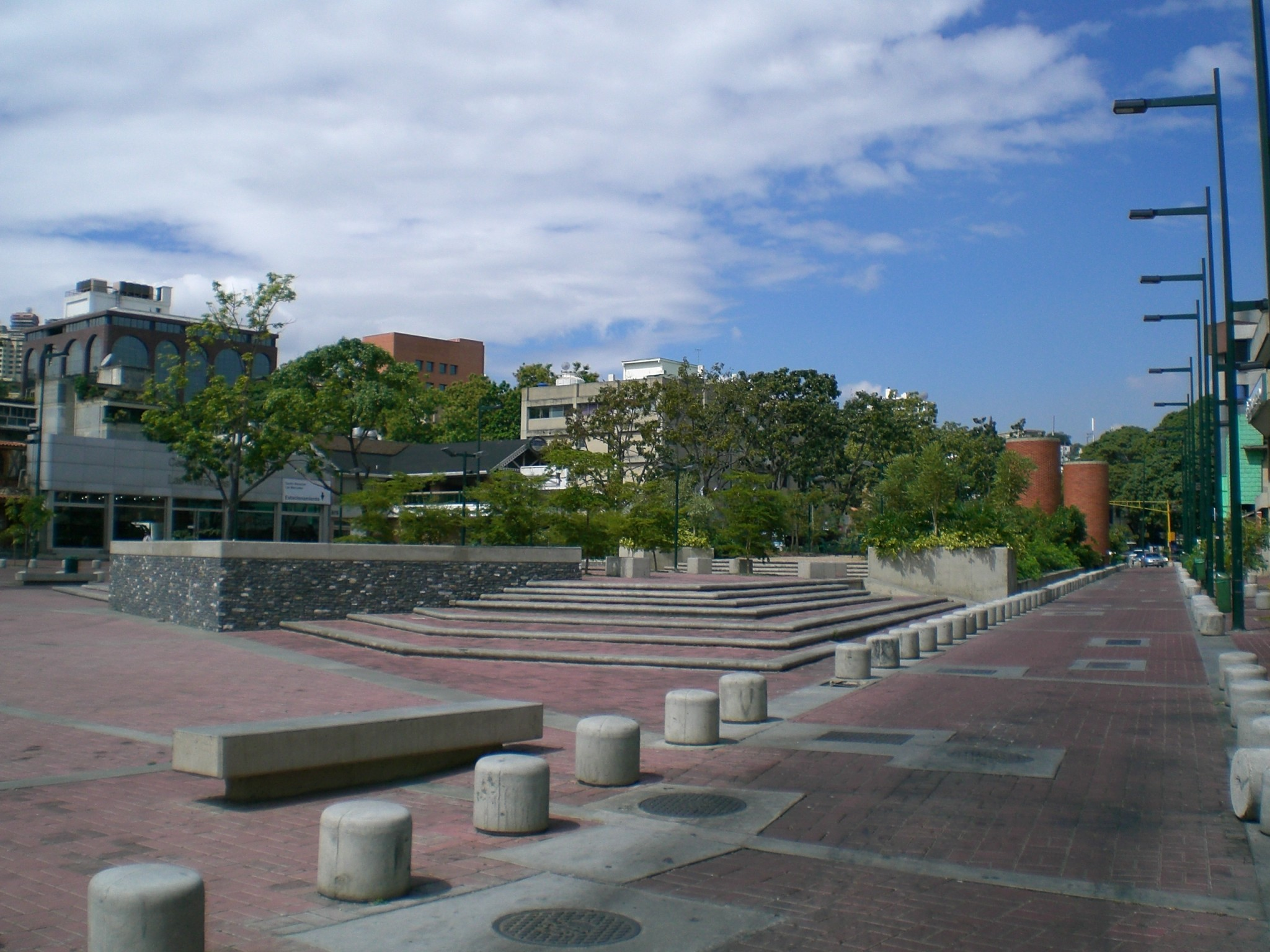
Place Alfredo Sadel, Las Mercedes